# Anteros otho
Anteros otho är en fjärilsart som beskrevs av John Obadiah Westwood 1851. Anteros otho ingår i släktet Anteros och familjen Riodinidae. Inga underarter finns listade i Catalogue of Life.

## Bildgalleri

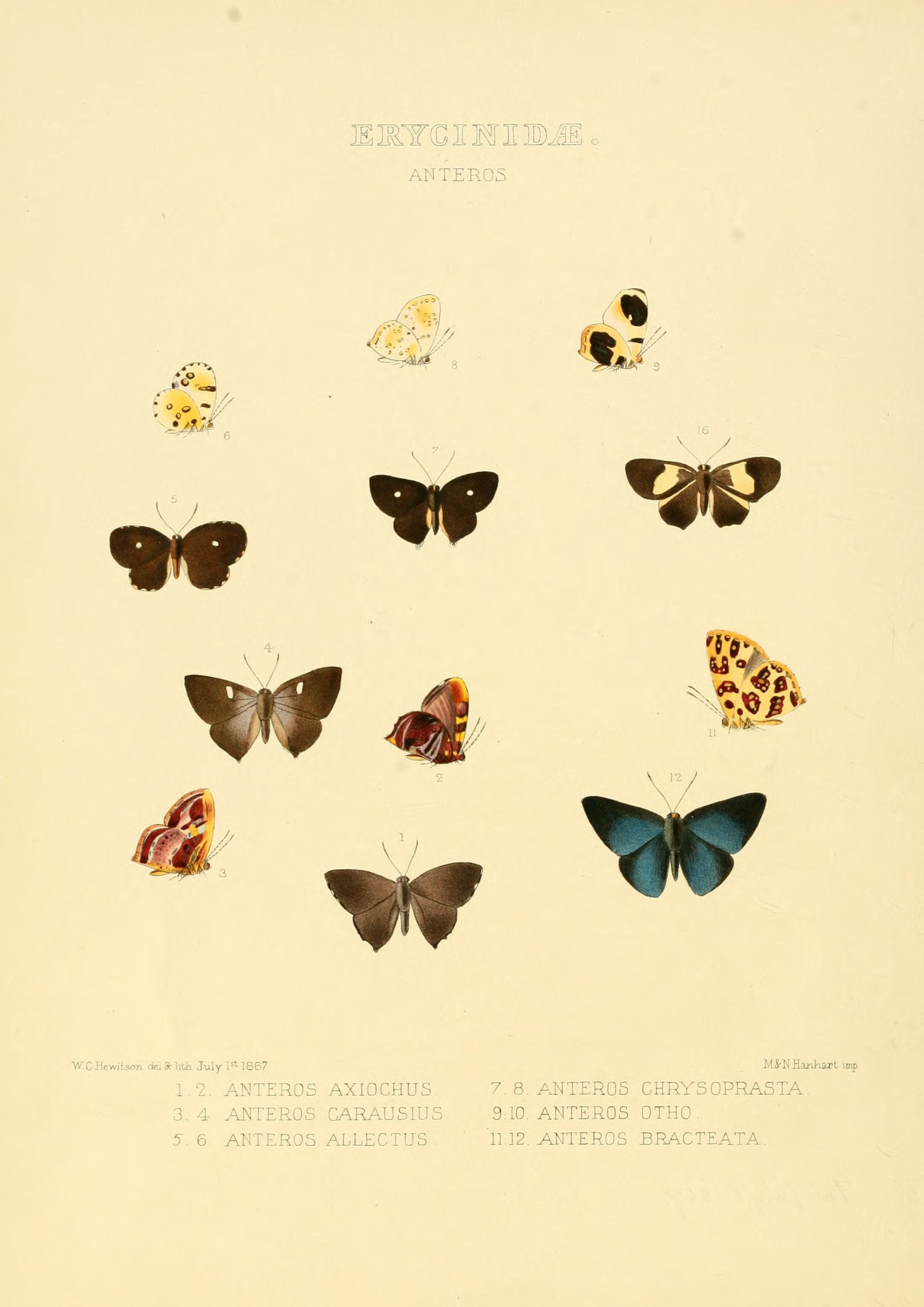